# Кінаш Ярослав Ростиславович
Ярослав Ростиславович Кінаш (нар. 16 квітня 1988, Львів) — український футболіст, півзахисник.

## Біографія

### Перші кроки в футболі. Волинь.
Вихованець львівського футболу. З 2001 по 2002 рік виступав за львівське училище фізичної культури (УФК), а потім з 2002 по 2005 рік виступав за львівську СДЮШОР-4. Перший тренер — Ігор Андрійович Польний.
Професійну кар'єру розпочав у луцькій «Волині». За головну команду дебютував 20 березня 2007 року у матчі Першої ліги чемпіонату України проти київської «Оболоні», який завершився перемогою лучан з рахунком 2:1 і відразу став гравцем основної команди, виходячи на поле майже в усіх матчах команди.
В сезоні 2009/10 Кінаш зіграв у 28 матчах, забивши 8 голів і допоміг клубу зайняти друге місце у Першій лізі та піднятися в елітний дивізіон.
Проте, відразу після цього футболіст отримав розрив хрестоподібної зв´язки через що пропустив весь наступний сезон, а також через відмову від реабілітації посварився з головним тренером команди Віталієм Кварцяним.

### Інтерес з боку «галактікос» і дебют в Прем'єр-лізі
На початку 2011 року перспективним футболістом зацікавився мадридський «Реал», який запросив Ярослава на перегляд, проте через травму і реабілітаційний період півзахисник в «Реал» так і не поїхав, крім того «Волинь» відхилила пропозицію продажу футболіста за 200 тисяч доларів.
9 липня 2011 року дебютував у Прем'єр-лізі у гостьовому матчі проти криворізького «Кривбасу», вийшовши на заміну на 72 хвилині замість Євгена Пічкура, після чого поступово став підпускатися до виступів за основну команду, аж допоки у кінці 2011 року у відставку не було відправлено головного тренера команди Віталія Кварцяного. Новий тренер команди Анатолій Дем'яненко не бачив Кінаша у першій команді, тож наступні півроку півзахисник грав лише за молодіжку «Волині». Після завершення сезону 2011/12 через систематичне порушення режиму гравець не отримав від Дем'яненка запрошення на збір луцької команди до Словенії і покинув клуб.
Після цього був на перегляді в «Іллічівці», проте не підійшов команді. На початку 2013 року вирушив на тренувальний збір разом з «Волинню».
Після відставки Дем'яненка та повернення Кварцяного Ярослав знову повернувся до основної команди. Вже у 1 турі нового сезону 2013/14 у матчі проти «Динамо» в Києві він забив свій перший гол у Прем'єр-лізі та допоміг «Волині» зіграти внічию 1:1. Травми та конфлікти залишились позаду, Ярослав знову став ключовою фігурою «Волині».

### Самбір,Винники,Тернопіль,Єреван
Після довгого періоду у луцькій команді Ярослав не зміг більше як слід закріпитися і стати основним гравцем у жодному з своїх наступник колективів. 1 липня 2014 року в нього закінчився дійсний контракт з лучанами і півзахисник більш ніж два роки грав за аматорські колективи. У квітні 2016 року став гравцем ФК «Самбір». У липні того ж року перейшов до тоді ще винниківського «Руху».
1 вересня 2017 року підписав новий контракт з «Волинню». Дебютом за лучан для Ярослава в другий його прихід стала гра проти колишньої команди. Він вийшов у старті, провів на полі 90 хвилин і відзначився результативною дією ― на 54 хвилині матчу зумів забити у ворота «Руху» та подвоїти перевагу своєї команди. Матч закінчився з рахунком 2:0. Це був останній гол Ярослава за «Волинь». Окрім матчу з винничанами він зіграв у футболці «Волині» ще 4 гри.
28 липня 2018 року знову повернувся до «Самбору». 1 березня 2019 року Кінаш в черговий раз змінив клуб ― цього разу ним стала тернопільська «Нива». За неповні три місяці перебування у клубі Ярослав взяв участь у 4 матчах і встиг навіть забити дебютний гол у ворота ФК «Калуш», але вже 18 травня він був відрахований у зв'язку з порушенням спортивного режиму.
20 травня 2019 року гравець вже втретє повернувся до «Самбору», втім вже 6 лютого 2020 року поїхав у Вірменію, виступати за столичний «Торпедо». Перебування у Вірменії для Ярослава виявилось недовгим. За майже п'ятимісячний період виступів у складі «Торпедо» він взяв участь у 5 матчах, але відзначитися бодай одним голом не зміг.

### Повернення до України
1 липня 2020 року футболіст повернувся в Україну, після чого виступав за аматорські клуби ФК «Шкло» та «Юність» (Гійче/Куликів), які брали участь у першості та чемпіонаті Львівської області з футболу відповідно. Загалом він провів у аматорах півроку.
4 лютого 2021 року на сайті вже знайомого Ярославу клубу ― «Нива» (Тернопіль), з'явилося повідомлення про те, що клуб і гравець уклали дворічний контракт. Зіграв три матчі у сезоні 2020/21 Першої ліги. Став вільним агентом 7 травня того ж року.

## Досягнення
- Срібний призер Першої ліги України: 2009/10